# Aramasi
Aramasi ist eine Ortschaft im Departamento Cochabamba im südamerikanischen Anden-Staat Bolivien.

## Lage
Aramasi ist die zweitgrößte Ortschaft des Municipios Villa Rivero in der Provinz Punata und liegt am Südostrand der 490 km² großen fruchtbaren Hochebene des Valle Alto. Die Ortschaft liegt auf einer Höhe von 2715 m rund siebzehn Kilometer entfernt vom Rand der Cordillera Oriental, die östlich von Villa Rivero auf über 3600 m und nördlich von Punata auf 4100 m ansteigt.

## Geographie
Aramasi liegt im Übergangsbereich zwischen dem bolivianischen Altiplano im Westen und dem bolivianischen Tiefland im Osten.
Die mittlere Durchschnittstemperatur der Region liegt bei knapp 18 °C (siehe Klimadiagramm Cochabamba) und schwankt nur unwesentlich zwischen 14 °C im Juni und Juli und 20 °C im November. Der Jahresniederschlag beträgt etwa 450 mm, bei einer ausgeprägten Trockenzeit von Mai bis September mit Monatsniederschlägen unter 10 mm, und einer Feuchtezeit von Dezember bis Februar mit 90–110 mm Monatsniederschlag.

## Verkehrsnetz
Aramasi liegt in einer Entfernung von 48 Straßenkilometern südöstlich von Cochabamba, der Hauptstadt des gleichnamigen Departamentos.
Von Cochabamba führt die asphaltierte Nationalstraße Ruta 7 in südöstlicher Richtung 33 Kilometer bis Tolata, von dort eine unbefestigte Landstraße über acht Kilometer weiter nach Süden bis nach Cliza und noch einmal sieben Kilometer in südöstlicher Richtung bis Aramasi.

## Bevölkerung
Die Einwohnerzahl der Ortschaft ist in den vergangenen beiden Jahrzehnten auf fast das Dreifache angestiegen:
| Jahr | Einwohner | Quelle       |
| ---- | --------- | ------------ |
| 1992 | 593       | Volkszählung |
| 2001 | 708       | Volkszählung |
| 2013 | 1750      | Volkszählung |
| 2024 |           | Volkszählung |

Die Region weist einen hohen Anteil an Quechua-Bevölkerung auf, im Municipio Villa Rivero sprechen 97,4 Prozent der Bevölkerung Quechua.